# 竹下幸之介
KONOSUKE TAKESHITA（こうのすけ たけした、1995年5月29日 - ）は、日本の男性プロレスラー。DDTプロレスリング、AEW、新日本プロレス所属。血液型O型。
日本体育大学卒業。大阪府大阪市西成区出身。身長187cm、体重114kg。

## 経歴

### デビュー前
焼鳥屋の竹下の父親はアントニオ猪木のファンで、竹下が2歳のころから父とプロレスのビデオを見ていた。当時はFMWのハヤブサのファンで、初めて生で見たのは幼稚園の時の大阪プロレスだった。レンタルビデオを何本も借りてくるので、竹下の両親はサムライTVに加入し家に引きこもってプロレスを見続ける。2004年2月6日、竹下が小学2年生の時、WWE大阪城ホール大会のメインイベント、クリス・ベノワ vs トリプルHの世界ヘビー級選手権試合を見て、いつかベノワと戦いたいとプロレスラーになることを決意する。
大阪プロレスでプロレス教室をしていることを知り、子どもの部だけではなく大人の部にも参加した。大人の部でも勝つことがあるほど強かったことから、当時先生だったタイガースマスクに日本一のアマチュアレスリングクラブである吹田市民レスリング教室を紹介され、そちらにも参加した。
小学生の時、プロレスラーになりたいと各団体に履歴書を送る。唯一DDTの高木三四郎大社長のみがモバゲーで返事をし、中学卒業後の再応募を促した。
公立の中高一貫校に合格し、レスリング部がなかったことから陸上部に入ってのめり込む。この頃はプロレスを全然見なかったが、中3の時の全国予選大会で四種競技にエントリーした竹下は初日終了後、久しぶりにテレビで見たBEST OF THE SUPER Jr.の決勝戦（2010年6月13日）、プリンス・デヴィット vs 飯伏幸太を見て衝撃を受ける。6月19日、2日目の大会で全国大会出場を決めた足で大阪府立体育会館のDOMINIONを観戦してプロレスへの情熱が再燃。かつて唯一返事が来たDDTへ翌日履歴書を送付し、8月15日、名古屋大会（今池ガスホール）でテストを受け合格。竹下も中学卒業後、すぐに東京へ行くつもりだったが高木は両親と相談し、高校への進学を勧めた。竹下は陸上全国大会の四種競技の優勝候補だったが、最終種目で反則を犯して3位に終わったことを後悔し高校進学を決意する。
大阪市立咲くやこの花高等学校（現・大阪府立）に入ってからは、DDTの大阪大会や夏休みに練習に参加。高校の同級生に後にDDTの同僚となる上野勇希がいる。2012年4月1日、DDT後楽園ホール大会のリング上で8月18日の日本武道館大会でデビューすることが発表された。7月8日、DDT淀川区民センター大会で石井慧介と公開スパーリング。その直後、対戦相手がエル・ジェネリコである事を鶴見亜門GMより告げられた。
8月4日、DDT新木場1stRING大会で福田洋と公開スパーリング。当時アイアンマンヘビーメタル級王者であった福田にウォール・オブ・タケシタで勝利し、デビュー前にして第952代アイアンマンヘビーメタル級王座を奪取したが、すぐに奪回された。

### デビュー後
2012年8月18日、竹下はDDT日本武道館大会にてエル・ジェネリコを相手にデビューを果たし、現役高校生プロレスラーとして活動を始めていった。11月25日、DDT後楽園大会にてポイズン澤田JULIEの引退試合の相手を務め、澤田からプロ初勝利を挙げた。
2013年7月29日、「闘うビアガーデン2013」ダークマッチにて福田洋との60分アイアンマンマッチを行う。2-2のドローに終わるが、竹下もフルタイムで完走した。
2013年度プロレス大賞新人賞に選出される。
2014年4月、日本体育大学への入学を機に上京。
7月13日、DDT大阪市立東成区民センター大会でアントーニオ本多、遠藤哲哉と組み、KUDO&坂口征夫&マサ高梨を破ってKO-D6人タッグ王座を奪取。1週間後の7月20日、DDT後楽園ホール大会で奪回された。
8月17日、DDT両国国技館大会で棚橋弘至とシングルマッチを戦い、15分9秒、ハイフライフローからの片エビ固めで竹下が敗れた。
9月28日、竹下はDDT後楽園ホール大会で遠藤とコンビを組んでゴールデン☆ラヴァーズ（飯伏幸太& ケニー・オメガ）を破り、CMLL認定KO-Dタッグ王座を獲得した。
2015年11月27日、マッスル坂井との一騎討ちを行い、ジャーマンスープレックスを決めて勝利。試合後、2030年復活予定のマッスル11東京ドーム大会のメインに出場できるキャリーケースが譲渡された。
2016年5月22日、「十二年越しの夢。スペシャルシングルマッチ」としてZEROと対戦し勝利。試合後には、ZEROから新調されたZEROのマスクをもらった。
5月29日、佐々木大輔の持つKO-D無差別級王座に挑戦し勝利。同王座を21歳の若さで奪取し、最年少戴冠記録を樹立する。入場時にはZEROのマスクを携え登場していった。
2017年3月20日、DDTさいたまスーパーアリーナ メインアリーナ大会にてHARASHIMAの持つKO-D無差別級王座に挑戦し、勝利。
4月29日、DDT後楽園ホール大会において遠藤とKO-D無差別級王座防衛戦を行い、60分フルタイムドロー。
8月20日、DDT両国国技館大会において遠藤と再度KO-D無差別級王座防衛戦を行い、クロスアーム式ジャーマン・スープレックス・ホールドで竹下が勝利した。試合後、竹下は「実力は拮抗していた。肉体面、フィジカル面もそうだし、精神面に対してもお互い負けられない部分もあったと思う。僕の中ではエッサッサが大きかった」と直後に対戦を回顧している。
10月22日、DDT後楽園ホール大会において、2018年DDTドラマティック総選挙1位を獲得した男色ディーノとKO-D無差別級王座防衛戦を行い勝利、入江茂弘の持つ連続防衛記録を更新する9度目の防衛に成功。
2018年3月25日、DDT両国国技館大会にて、石川修司とのKO-D無差別級王座防衛戦に勝利し11度目の防衛に成功。
4月29日、DDT後楽園ホール大会にて入江に敗れ、1年間保持していたKO-D無差別級王座から陥落。
12月30日、D王 GRAND PRIX2019を制覇。
2019年5月19日、KING OF DDTトーナメント2019を制覇。
2021年4月10日（日本時間）、AEWに初参戦。ケニー・オメガ、ヤング・バックス、中澤マイケルと組み10人タッグ戦に出場した。
7月4日、KING OF DDTトーナメント2021を制覇、KO-D無差別級王座挑戦権を獲得。
8月21日、富士通スタジアム川崎大会にて秋山準に勝利し、5度目のKO-D無差別級王座戴冠。
12月5日、D王 GRAND PRIX2021ⅡでAブロック一位の上野勇希を下し優勝。リーグ戦内唯一の引き分けとなった岡林裕二を次期挑戦者に指名し、同26日、国立代々木競技場第二体育館大会にて岡林に勝利する。
12月13日、プロレス大賞敢闘賞を獲得。
2022年3月20日、遠藤に敗れKO-D無差別級王座から陥落。
3月27日、4月10日の後楽園大会を最後に渡米し、AEWに参戦することを表明した。
8月20日、一時帰国し大田区総合体育館大会に参戦。9月10日には地元である大阪・西成区民センターにてデビュー10周年記念興行「西成ベイブルース」を開催した。9月25日、王者である樋口和貞の指名を受けKO-D無差別王座に挑むも敗北。
11月再渡米。AEWとの所属契約を交わしDDTとAEWの二重所属となった。
2023年4月19日、AEW Dynamiteにてザ・ブラックプール・コンバット・クラブ（BCC）と抗争中のケニー・オメガの救援に現れELITEと結託。そのまま加入するものと思われたが、5月28日のAEW Double or Nothingにて試合終了間際のケニー・オメガを襲撃。BCCとの共闘を行うとともにキャリア初のヒールへと転向することとなった。
以降、ドン・キャリス率いるユニット「ドン・キャリス・ファミリー」の中心人物として活動。日本で活動を行う際にはローマ字の「KONOSUKE TAKESHITA」を用いている。
7月23日のDDT両国国技館大会ではヒール転向の真意を確かめたい上野とシングルマッチを行い、上野を圧倒する形で勝利。大会後には佐々木大輔と握手を交わし共闘を示唆した。
9月3日のAEW・ウェンブリー・スタジアム大会「ALL OUT」ではケニーとの一騎打ちを行いワガママを決め勝利。
9月9日のDDT大田区総合体育館大会で佐々木と組み上野・MAO組と対戦。上野にパイプ椅子を渡しMAOへの攻撃を差し向けるなど引き込もうとするも上野が拒否し佐々木からフォールを奪う。バックステージのMAOからの要求に応じる形で9月25日後楽園ホール大会でシングル戦を行い、MAOの奇襲にも動せず膝蹴りの応酬で下した。
11月12日のDDT両国国技館大会ではAEWにて抗争中のクリス・ジェリコと対戦。場外を含めた激戦の末ウォールズ・オブ・ジェリコに沈む。2024年2月7日のAEW Dynamiteにおいてジェリコと再戦、キャリスらの助けを得ながらウォールズ・オブ・タケシタを決めリベンジを果たしている。
2024年5月、新日本プロレスのIWGP世界ヘビー級王座がジョン・モクスリーに流出した際にベルトへの挑戦をアピール。26日のラスベガス大会「Double or Nothing」にてモクスリーとのエリミネーター戦（勝利した場合正式に王座への挑戦権を得られる）で挑み反則技も厭わない形で挑むも敗れる。
7月、新日本のリーグ戦「G1 CLIMAX 34」にエントリー。初戦でNEW JAPAN CUP優勝者の辻陽太を下すなど混戦のBブロックを5勝4敗で2位通過。決勝トーナメントでは3位の辻と再戦も敗れ敗退する。
10月12日、AEW・ワシントン州大会「WrestleDream」にてウィル・オスプレイの保持するAEWインターナショナル王座にリコシェとの3WAY戦として挑戦。キャリスや同ユニットのカイル・フレッチャーの介入による混乱に乗じる形でオスプレイをワガママで沈め王座を奪取する。
2025年1月4日に東京ドームで行われた新日本・WRESTLE KINGDOM 19では鷹木信悟の所持するNEVER無差別級王座に挑戦。AEWインターナショナル王座の防衛を続けていたためダブル王座戦となったがこの試合を制して二冠に。翌日のWRESTLE DYNASTYにて石井智宏を下し防衛を果たした後のコメントにてDDT・AEWに加え新日本プロレスを加えた3団体所属を発表した。
5月27日、自身のinstagramにて女子プロレスラー・坂崎ユカとの結婚を発表。
8月17日、有明アリーナで開催された新日本の「G1 CLIMAX 35」に出場。Bブロックを6勝3敗の3位で決勝トーナメント進出。初戦デビッド・フィンレー、準決勝ザック・セイバーJr.に勝利し決勝戦進出。EVILに26分26秒、レイジングファイヤーからの片エビ固めで勝利し、2度目の出場で初優勝を手にした。

## タイトル歴
DDTプロレスリング
- KO-D無差別級王座（第58代、第61代、第69代、第72代、第77代）
- KO-Dタッグ王座
  - 第50代、第53代（パートナー：遠藤哲哉）
  - 第59代（パートナー：マイク・ベイリー）
  - 第70代（パートナー：勝俣瞬馬）
- KO-D6人タッグ王座
  - 第11代（パートナー：アントーニオ本多&遠藤哲哉）
  - 第31代（パートナー：彰人&ディエゴ）
  - 第34代（パートナー：彰人&勝俣瞬馬）
  - 第37代（パートナー：彰人&飯野雄貴）
  - 第39代（パートナー：勝俣瞬馬&飯野雄貴）
- アイアンマンヘビーメタル級王座（第952代、第1326代、第1337代、第1342代）
- D王 GRAND PRIX 優勝（2019年、2021年Ⅱ）
- KING OF DDTトーナメント 優勝（2019年、2021年）
- Ultimate Tag League 優勝
  - 2021年（パートナー：勝俣瞬馬）
- ディファカップ 優勝
  - 2017年（パートナーは：上野勇希）

AEW
- AEWインターナショナル王座（第10代）

新日本プロレス
- NEVER無差別級王座（第47代）
- G1 CLIMAX 優勝（2025年）

年越しプロレス
- 年忘れ！三団体シャッフル・タッグトーナメント 優勝
  - 2015年（パートナー：関本大介[21]）
  - 2017年（パートナー：鈴木秀樹）
  - 2018年（パートナー：宮本裕向）

プロレス大賞
- 新人賞（2013年）
- 敢闘賞（2021年）

## 得意技

### フィニッシュ・ホールド
レイジングファイヤー
旋回式のファルコンアロー。2024年から新しくフィニッシュとして使い始めた。
ジャーマンスープレックス
長身を活かしたハイアングルのジャーマン。現在の竹下の主なフィニッシャー。2017年8月20日の両国国技館大会で遠藤哲哉に放ったそれは、専門メディアに「精度はアップしていた」と評されるものであった。また、日本体育大学の卒業論文でも研究テーマにジャーマンを選び、その成果を試合で実践している。
クロスアームジャーマンスープレックス
竹下の大一番の奥の手。初公開となった2014年9月28日の後楽園大会にてこの技でオメガを沈め、KO-Dタッグ王座を初戴冠。
サプライズローズ
変形フィッシャーマンスープレックス。クラッチの際に相手の首に回した左手で相手の左腕、相手の股下から右手で相手の右腕という風にクロスアームに掴む。2017年4月の彰人とのKO-D無差別級王座防衛戦で初披露、以降フィニッシャーの一つとして使用している。
ファブル
リング中央で長座した相手への、ロープ上で静止して反動をつけてからのスワントーンボム。技名は同名の漫画から。
タッチダウン
RKOと同型。初期の竹下のフィニッシャー。
ワガママ
ハーフダウン状態の相手に対し、至近距離から放つ切れ味抜群の膝蹴り。オメガのVトリガーを意識した技であり、時には相手をKO状態に追い込む。以前はザーヒーの名前で使用していた。
Plus Ultra
長座した相手の腕をコブラクラッチの形で相手の顎に巻いて極める変形チキンウィングフェイスロック。技名は、堀越耕平の漫画『僕のヒーローアカデミア』に登場する高校の校則に由来し、「プルス・ウルトラ」と読む。胴締め式や卍固めのように捻る形など変形を用いることもあるが、あくまで新技ではなくそれぞれの相手に合わせた同一の技としている。

### その他得意技
やまも泣かし
アルゼンチンバックブリーカーの体勢から横に倒れこんで頭から落とす。技名は、竹下が小学生の頃、クラスメイトの山本君にかけて泣かせてしまったことから。
やまも泣かし2
アルゼンチン・バックブリーカーの体勢から、シットダウンで相手を正面に落とすフェイスバスター。
ブレーンバスター
雪崩式ブレーンバスター
垂直落下式ブレーンバスター
自身のパワーを生かしたぶっこ抜き式を使用する場合もある。
パワーボム
ラストライドを使う場合もある。
ブルーサンダーボム
旋回式のブルーサンダー。走り込んできた相手へのカウンターで使用する場合が多い。
ラスト・ショット
ブレーンバスター式ネックブリーカー
誇張しすぎたスクールボーイ
スクールボーイで倒した相手をそのまま肩まで担ぎ上げ、走りこんで倒れこみつつトルネードボムの形でリングに叩きつける。
タケシタスペシャル1号
ジャーマン・スープレックスからのローリングバッククラッチホールド。デルフィンスペシャル1号と同型。
アライズロック
決める腕が左右逆のコジMAXホールド。
カバージョ2020
首をスリーパー・ホールドで捕らえるキャメル・クラッチ。スペル・デルフィンのカバージョ2001と同型。
ジャベリンキック
ウォール・オブ・タケシタ
ビッグブーツ
ゼロ戦キック
ドロップキック
クローズライン
ユルゲンラリアット
円盤投げの体勢で放つ1回転半ラリアット。
TAKESHITA LINE
ロープワークからのジャンピングラリアット。AEW参戦以降多用。
スイングネックブリーカー
人でなしドライバー
相手の背後から股下で相手の両手をクラッチし、一回転させてから相手の頭からマットに突き刺す変形のリバースインプラント。
ダブルレッグ・スープレックスホールド
2020年10月25日初披露の膝裏から両腿を抱えてのスープレックス。元は、キン肉マンに登場する完璧超人のネプチューンマンの必殺技から。
ジャンピングニーバット
秋山直伝の垂直に飛ぶジャンピングニー。同じ膝蹴りであるワガママとは、使い分けがなされている。

## 入場曲
- Curtain Rises -TypeFable- / NoGoD[25][26]
- 紅花咲乱～竹下幸之介メインテーマ～ / オリジナル
- Los Angeles / The Audition

## 人物・エピソード
- 小学5年生の時、アゼリア大正で行われたDDTプロレスリングの大会を観戦した際、男色ディーノにファーストキスを奪われる経験をして以来、トラウマになっていたが、2012年10月3日のDDT総選挙で17位となり、10月21日の後楽園ホール大会で男色ディーノと7年越しの対戦となり、リップロックで敗れて再び唇を奪われた。
- 映画やゲーム、漫画、アニメなどが趣味で、「日本一浅く広いサブカルレスラー」を自称[27]しており、ファブルやPlus Ultraなど、好きな作品とそれにまつわる言葉を技名に使用している。
- 日本体育大学では准教授の岡田隆とともにバーベルクラブを立ち上げ主将を務めていた。[28]
- 1970〜80年代前半の邦楽を好んで聴いており、最も好きな曲は吉田拓郎の『外は白い雪の夜』だと語っている。[29]
- 2020年4月にTOYOTA RAV4 ハイブリッドGグレードが納車された[30]。
- 愛用のカメラはSONY α6400
- 「スーパー・ササダンゴ・マシンのチェ・ジバラ」のヘビーリスナー。渡米後は新潟放送への納品よりも早く編集済完パケを送って貰っている。

## 出演

### ウェブテレビ
- DDTの木曜TheNIGHT（2017年 - 、AbemaTV） - 準レギュラー
- Merry ボートレース GRAND PRIX（2019年12月22日、AbemaTV）[31]